# オリヴィエ・ヴェルドン
オリヴィエ・ヴェルドン（フランス語: Olivier Verdon、1995年10月5日 - ）は、フランス出身のベナンのサッカー選手。ベナン代表。ポジションはDF。

## 経歴
2017年4月27日にFCジロンダン・ボルドーと最初のプロ契約。オリンピック・マルセイユとのリーグ・アンの試合で、プロデビューをした。
2019年6月11日、リーグ・ドゥであるFCソショー＝モンベリアルで1年間過ごした後に、ラ・リーガ所属のチームであるデポルティーボ・アラベスと3年契約を結んだ。しかし、同年9月2日にベルギー・ファースト・ディビジョンA所属のチームであるKASオイペンに移籍をした。
2020年9月4日、PFCルドゴレツ・ラズグラドに移籍をした。

## 個人成績
| サッカーベナン代表 |      |      |
| 年                 | 出場 | 得点 |
| 2017               | 4    | 0    |
| 2018               | 4    | 0    |
| 2019               | 12   | 0    |
| トータル           | 20   | 0    |